# Aploglossa aureonotata
Aploglossa aureonotata is een keversoort uit de familie Ptilodactylidae. De wetenschappelijke naam van de soort werd voor het eerst geldig gepubliceerd in 1913 door Maurice Pic.